# Karagacz (Kabardo-Bałkaria)
Karagacz (ros. Карагач) – wieś w Rosji, w Kabardo-Bałkarii, w rejonie prochładnieńskim. W 2010 liczyła 5740 mieszkańców, głównie Kabardyjczyków.